# ジャン＝ジャック・ムニエル
ジャン＝ジャック・ムニエル（Jean-Jacques Mounier　1949年6月12日- ）はフランスの柔道選手。ポルトガルのリスボン出身。階級は軽量級。身長174cm。段位は7段。

## 人物
1970年からヨーロッパ選手権の軽量級で3連覇を達成した。
1972年ミュンヘンオリンピックでは準決勝で敗れたものの銅メダルを獲得した。1973年の世界選手権では5位に終わった。

## 主な戦績
- 1969年 - ヨーロッパ選手権　3位
- 1970年 - ヨーロッパ選手権　優勝
- 1971年 - フランス国際　2位
- 1971年 - ヨーロッパ選手権　優勝
- 1971年 - 世界軍人選手権大会　優勝
- 1972年 - ポーランド国際　優勝
- 1972年 - ヨーロッパ選手権　優勝
- 1972年 - ミュンヘンオリンピック　3位
- 1973年 - フランス国際　2位
- 1973年 - 東ドイツ国際　優勝
- 1973年 - 世界選手権　5位
- 1973年 - ドイツ国際　3位
- 1977年 - フランス国際　60kg級　2位